# António Sousa da Câmara (Agrarwissenschaftler)
António Pereira de Sousa da Câmara (* 1901 in Lissabon; † 19. Juli 1971 ebenda) war ein portugiesischer Agrarwissenschaftler.

## Werdegang
Sousa da Câmara studierte am Instituto de Agronomia e Veterinária. Im Anschluss hielt er sich in den Vereinigten Staaten, in Deutschland und in Großbritannien auf, wo er zu einem Pionier auf dem Gebiet der Genetik wurde.
Nach Rückkehr an das Instituto de Agronomia e Veterinária übernahm er die Lehrstühle für Landwirtschaft und Landmaschinentechnik. 1936 war er Gründer und erster Direktor der Estação Agronómica Nacional. Er begründete zudem die Fachschriften Agronomia Lusitana und Genética (Madrid) und war Präsident der portugiesischen Kommission der Ernährungs- und Landwirtschaftsorganisation der Vereinten Nationen (FAO).

## Schriften
- 1942: ABC da Genética
- 1943: No Caminho – Guiando Uma Empresa Científica